# ソルジャーズメダル

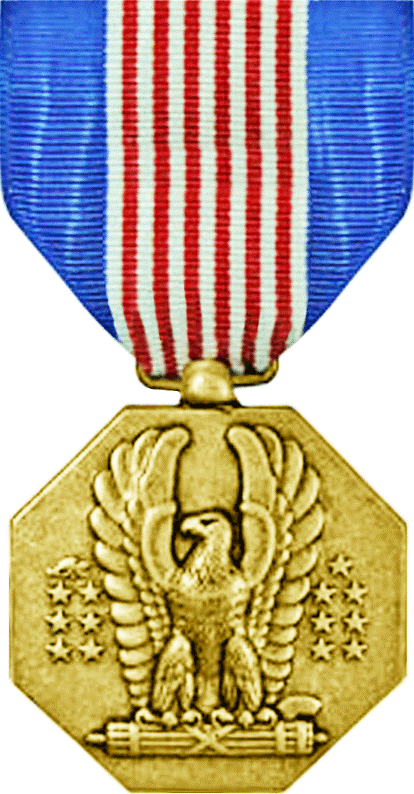
ソルジャーズメダル。

ソルジャーズメダル（英:Soldier's Medal）は、アメリカ陸軍の勲章。ソルジャーズメダル・アーミーとの表記もあり、陸軍軍人章や軍人褒章と訳されることもある。

## 概要
戦功章の一つであり、米軍及び友好国の軍人の「敵との戦闘に関わりのない英雄的行為、功績」に対して授与される。1926年7月2日に制定された。
アメリカ軍の勲章に於いての序列は、殊勲飛行十字章の下位でブロンズスターメダルの上位に位置し、海軍のネイビー・アンド・マリーンコープス・メダル、空軍のエアマンズメダル及び沿岸警備隊のコーストガードメダルと同格である。陸軍の軍人がこれら同格の勲章を授与された場合は、ソルジャーズメダル→ネイビー・アンド・マリーンコープス・メダル→エアマンズメダル→コーストガードメダルの順で着用する（Army Regulation 670-1 Chapter29–6）。一方、空軍軍人の場合は、エアマンズメダル→ソルジャーズメダル→ネイビー・アンド・マリーンコープス・メダル→コーストガードメダルの順となる（AIR FORCE INSTRUCTION 36-2903 Figure 4.1）。

## 参考資料
- American Forces Information (1992).Armed Forces DECORATION AND AWARDS. Department of Defense.
- 上田信『Combat Bible（コンバット・バイブル）2』日本出版社、1993年8月。ISBN 978-4-89048-329-7。